# 邁克·威爾奇
邁克·威爾奇（Michael Welch，1987年7月25日—）是美國的一位演員。他最著名的作品包括在電視劇天國的女兒中飾演Luke Girardi角色。他出生在加利福尼亞，父親是新教徒，母親是猶太人。